# NGC 6465
NGC 6465 este o galaxie situată în constelația Săgetătorul. A fost descoperită în 1 iulie 1826 de către John Herschel.